# 증권거래소가 없는 나라 목록
다음은 증권거래소가 없는 나라 목록이다.
- 안도라[1]
- 앙골라
- 브루나이[2]
- 부룬디
- 차드[3]
- 코모로[4]
- 쿡 제도
- 쿠바[5]
- 미크로네시아 연방
- 감비아
- 기니비사우
- 키리바시
- 리히텐슈타인
- 마셜 제도[6]
- 모나코
- 나우루[7]
- 니제르
- 니우에
- 조선민주주의인민공화국
- 팔라우
- 사모아
- 산마리노
- 솔로몬 제도
- 남수단
- 통가
- 투발루
- 바누아투
- 바티칸 시국
- 예멘

또한 중앙아메리카 국가들은 ECSE(Eastern Caribbean Securities Exchange)에 관할되므로 자국의 영토에 개별 증권거래소를 보유하고 있지 않다:
- 앵귈라
- 앤티가 바부다[8][9]
- 도미니카 연방
- 그레나다
- 몬트세랫
- 세인트키츠 네비스
- 세인트루시아
- 세인트빈센트 그레나딘

## 같이 보기
- 증권거래소 목록